# Martin Oríšek
Martin Oríšek (19. prosince 1887 Čáčov – 17. května 1966 Martin) byl slovenský a československý legionář a politik, meziválečný poslanec Národního shromáždění za Republikánskou stranu zemědělského a malorolnického lidu (agrárníky).

## Biografie
Narodil se v Čáčově, pozdější součásti města Senica, na západě Slovenska. Poté, co absolvoval učitelský ústav v Šoproni, nastoupil jako učitel do Brezové. Za první světové války působil v československých legiích v Rusku. V Brezové učil do roku 1927. Později byl školským inspektorem. Od roku 1940 žil v Martině. Byl rovněž publicistou. Překládal z němčiny a maďarštiny. Přispíval do listů Zornička, Domácnosť a škola, Národná škola slovenská a Služba.
Po parlamentních volbách v roce 1920 se stal poslancem Národního shromáždění. Byl do sněmovny kooptován až dodatečně roku 1921 jako jeden ze čtyř nových poslanců reprezentujících Československé legie. Podle údajů k roku 1921 byl profesí učitelem v Brezové. Působil jako místostarosta Sokola v Brezové.
Zemřel roku 1966 v Martině ve věku 78 let. 